# Zamek Henryka

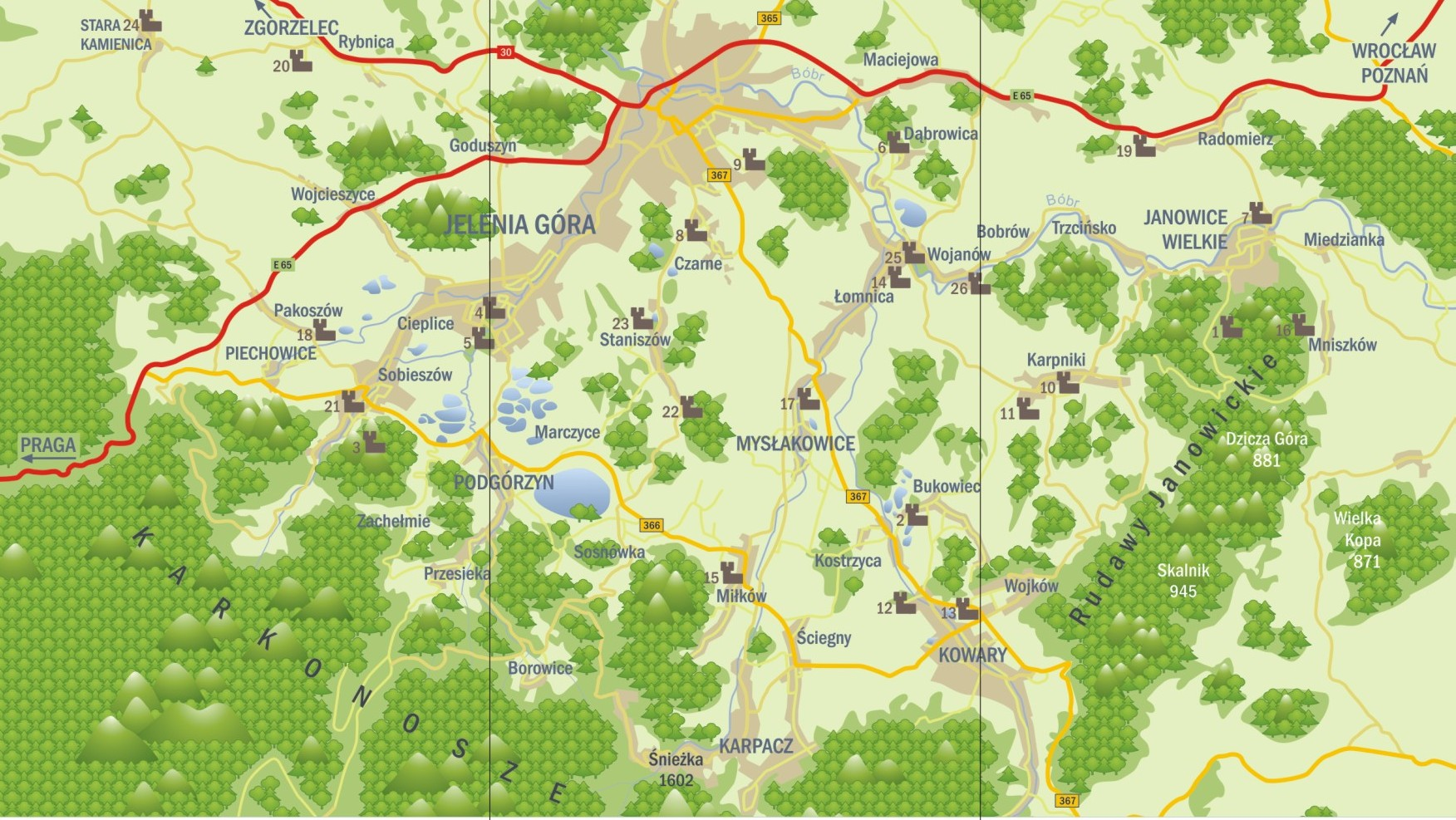
Dolina Pałaców i Ogrodów-mapa

Zamek Henryka, Zamek w Staniszowie (niem. Heinrichsburg) – zabytkowy zamek myśliwski wybudowany w formie sztucznych ruin w 1806 r. na górze Grodna, najwyższym szczycie Wzgórz Łomnickich. W latach 2015–2016 wyremontowany i udostępniony do zwiedzania.

## Położenie
Budowla położona jest na gruntach wsi Staniszów, ale bliżej wsi Marczyce i Sosnówka, w Polsce, w województwie dolnośląskim, w powiecie karkonoskim, w gminie Podgórzyn, 9 km od miasta Jelenia Góra, na terenie Wzgórz Łomnickich, w pobliżu uzdrowiska Cieplice. Do zamku prowadzą szlaki turystyczne: żółty z Sosnówki (20 min.) i Staniszowa (30 min.) oraz niebieski z Marczyc (20 min.).
Obiekt wraz z wzniesieniem wchodził w skład istniejącego tu parku krajobrazowego, którego centrum był pałac w Staniszowie. Staniszów wielokrotnie w trakcie wieków przechodził z rąk do rąk. W XVII panami na włościach były rodziny: von Reinbinitz, Mohrenthal, von Smettau. Henrietta von Smettau poślubiwszy Henryka XXXVIII Reuß zu Köstritz wniosła Staniszów jako wiano ślubne. Dobra staniszowskie były własnością rodziny von Reuss do końca 1945 r.
Około 1806 roku na Grodnej wzniesiono wieżę w formach neogotyckich, która była schronem myśliwskim i wieżą widokową. W roku 1842 obiekt przebudowano do współczesnego kształtu. Forma neogotycka pałacu była w tamtych czasach niezwykłe modna, była wyrazem sentymentalnego upodobania do komponowania miejsc nastrojowych, pełnych poetyckiej symboliki. Powstanie wieży prawdopodobnie wynikało z zazdrości Henryka von Reuss w stosunku do rodowego zamku Chojnik Schaffgotschów.
W pobliżu zamku, w skałce położonej na północ od ruin, znajdują się wykute gniazda na belki, będące prawdopodobnie pozostałością jakiejś budowli. W latach 80. archeolodzy znaleźli tu kilkanaście odłamków naczyń ceramicznych z XIII wieku.

## Opis obiektu
Obiekt na planie kwadratu. Murowany z cegły i dużych nieregularnych bloków kamiennych. Bryła zwarta, masywna od strony północno-wschodniej okrągła wieża. W narożu północno-zachodnim narożniku ulokowano przyporę. Obiekt nakryty był dwuspadowym dachem. Ściany północna i południowa zwieńczone trójkątnymi szczytami z blankami. Na elewacjach otwory okienne o różnych rozmiarach i formach i zwieńczeniach: łukami odcinkowymi, Tudorów, w wieży otwory szczelinowe.
Do wnętrza prowadziły schody znajdujące się po stronie zachodniej. Wnętrze składało się z dwóch pomieszczeń. Pomieszczenia przekryte były sklepieniami. Szyby zamku były malowane.
Z XIX-wiecznego obiektu zachowały się ściany obwodowe oraz wieża, bez przekryć poziomych.
W latach 2015–2016 obiekt został poddany remontowi. W tym czasie powstała m.in. prowadząca na wieżę klatka schodowa. Odbudowa schodów umożliwiła udostępnienie od 30 kwietnia 2016 wieży zamkowej dla turystów.
Obecnie obiekt znajduje się w rękach prywatnych. Jego zwiedzanie możliwe jest od maja do października w godzinach 10.00–17.00.